# Großdeutsche Volkspartei
Die Großdeutsche Volkspartei (abgekürzt GDVP oder GdP) war eine politische Partei in der Ersten Republik Österreich. Die von 1920 bis 1934 bestehende Partei war deutschnational, völkisch, antimarxistisch und antisemitisch eingestellt. Sie strebte die Gesellschaftsordnung einer Volksgemeinschaft an und vertrat als zentrale politische Forderung den Anschluss Österreichs an Deutschland. Die Wählerschaft der mittelständischen Honoratiorenpartei stammte vorrangig aus dem antiklerikalen Bürgertum der Ballungsräume, wo deutschnationale Vereine wichtige Sozialisationsinstanzen bildeten. Von 1921 bis 1932 war die Großdeutsche Volkspartei als Koalitionspartner an den meisten Regierungen beteiligt und stellte drei Vizekanzler. Anfang der 1930er Jahre verlor die Partei einen Großteil ihrer Basis an die österreichische NSDAP, mit der sie sich 1933 verbündete.

## Programmatik
Auf ihrem Gründungsparteitag verabschiedete die Großdeutsche Volkspartei ein Parteiprogramm, das bis zur Auflösung der Partei Geltung behielt und das nach dem Tagungsort Salzburger Programm genannt wurde. Im Zentrum dieses Grundsatzpapiers stand eine noch zu bildende Volksgemeinschaft des „deutschen Volkes“. Da zur Verwirklichung der Volksgemeinschaft alle „Volksgenossen“ herangezogen werden müssen, war die wichtigste politische Forderung der Partei der Anschluss Österreichs an das Deutsche Reich. Die Partei wusste in dieser Frage bis zum Beginn der NS-Herrschaft in Deutschland 1933 die Bevölkerungsmehrheit in Österreich hinter sich. Die in den als „Diktat“ bezeichneten Friedensverträgen von Saint-Germain und von Versailles festgelegten Fremdherrschaften über deutschsprachige Siedlungsgebiete der ehemaligen Österreichisch-Ungarischen Monarchie wurden abgelehnt.
Der Liberalismus wurde kritisiert, er würde durch einseitige Betonung der Rechte des Individuums gegenüber den Rechten der Gemeinschaft den Zusammenhalt der Volksgemeinschaft lockern. Dieser Individualismus führe zum Konkurrenzkampf aller gegen alle und würde für den inneren Zusammenhalt des Volks notwendige Tugenden verkümmern lassen. Die Sozialdemokratie sei nur scheinbar Gegner des Individualismus, tatsächlich gehöre ihre Vorstellung vom Klassenkampf genauso wie das liberale Gegenstück des Konkurrenzkampfs zum individualistischen Ideenkreis. Hier würden Arbeiter rücksichtslos ihre individuellen Vorteile verfolgen, dort die Unternehmer. Dies bewirke eine Schwächung und Zersplitterung der „Volkskraft“ und lenke den Blick ab von den wahren Feinden des Volks. Die Partei lehnte daher Stände- und Klassenpolitik ab und wollte stattdessen in der Volksgemeinschaft einen Ausgleich zwischen den persönlichen und den allgemeinen Interessen finden.
Der Familie wurde eine zentrale Position in der Volksgemeinschaft zugeschrieben, weshalb der Staat günstige Rahmenbedingungen für Familien schaffen müsse. Frauen sollten sich in erster Linie in der Familie kulturell betätigen. Ein liberales Scheidungsrecht wurde abgelehnt. In der Kulturpolitik habe der Staat die nationale Grundlage für Kultur zu schaffen. Dabei sei Materialismus und Klerikalismus als zum Internationalismus führend abzulehnen. Die Christlichsoziale Partei mit ihrem „römischen Internationalismus“ und die Sozialdemokratische Arbeiterpartei mit ihrem „Moskauer Internationalismus“ wurden als vom Ausland gesteuert dargestellt. Die Religion selbst wurde aber als Kulturbestandteil anerkannt.
In der Bildungspolitik wurde eine Vereinheitlichung des Schulwesens bis zum 14. Lebensjahr angestrebt, um das allgemeine Bildungsniveau zu heben. Generell sollten alle Lehrkräfte eine Hochschulbildung erhalten. Wirtschaftlich sollte die Volksgemeinschaft zu einer „Arbeitsgemeinschaft“ führen, bei der die unterschiedlichen wirtschaftlichen Interessen durch berufsständische Vertretungskörper auf Basis der bereits bestehenden Kammerorganisationen ausgeglichen werden sollten. Der Staat sollte dabei günstige Rahmenbedingungen für eine am Gemeinwohl orientierte Wirtschaftsentwicklung schaffen. Das in der Volkswirtschaft gebildete Kapital sollte nicht der Profitmaximierung von Banken dienen, sondern den volkswirtschaftlichen Erfordernissen zugutekommen. Eine „Überfremdung durch ausländisches Kapital“ gelte es abzuwehren und eine „möglichst innige Verbindung mit der reichsdeutschen Industrie“ sei anzustreben. Das Finanzkapital wurde als Feind des werktätigen Volkes angesehen. In der Praxis wurden diese antiliberalen und antikapitalistischen Ansagen nicht sehr konsequent verfolgt, war doch die Industrie einer der Hauptgeldgeber der Partei. So wurde etwa der Kapitalzins theoretisch als ungerecht, weil unverdient, abgelehnt, aber als offenbar wirtschaftlich notwendig akzeptiert.
Da 1920 noch eine Vereinigung mit der deutschnationalen Bauernpartei erhofft wurde, enthielt das Parteiprogramm ein ausführliches Kapitel zur Agrarpolitik, in der die Errichtung einer Grundverkehrskommission zur Schaffung und Erhaltung lebensfähiger Landwirtschaftsbetriebe gefordert wurde, eine Änderung des Erbrechts hin zum Anerbenrecht, die Schaffung von landwirtschaftlichen Genossenschaften und die Versorgung dieser mit günstigen Krediten durch regionale Sparkassen.
Die GDVP war jene Partei der Ersten Republik, die sich in ihrem Parteiprogramm am ausführlichsten antisemitischen Ressentiments und Stereotypen hingab. So wurde das Judentum als die Volksgemeinschaft zersetzender Fremdkörper dargestellt, deren schädlicher Einfluss abgewehrt werden müsse. Die Weltanschauung des Individualismus und seine Ausformungen Liberalismus und Sozialismus wurden als Schöpfung eines Judentums betrachtet, das nur nach persönlichem Vorteil strebe und dem nicht an den Bedürfnissen der Allgemeinheit gelegen sei. Diese angeblichen Charaktereigenschaften wurden als „jüdische Rasseneigentümlichkeiten“ postuliert, es wurde offen ein Rassenantisemitismus vertreten. In entmenschlichenden Tiermetaphern wurden Juden als „Parasit[en] am Wirtschaftskörper“ des „Wirtsvolkes“ bezeichnet, die seit dem Ersten Weltkrieg das Wirtschafts- und Kulturleben Österreichs beherrschten. Die angestrebte Volksgemeinschaft könne daher nur gegen das Judentum erfolgen. Die GDVP war die einzige im Nationalrat vertretene Partei, die in ihren Satzungen einen Arierparagraphen führte.
Als Parteifarben führte die Großdeutsche Volkspartei die Bundesfarben Schwarz-Rot-Gold, die auf die deutsche Revolution von 1848 zurückgehen.

## Geschichte

### Vorgeschichte und Gründung
Bereits in den letzten Jahren der Habsburgermonarchie war die kulturelle Hegemonie der Deutschnationalen Bewegung durch sich festigende katholizistische Vereine und den Aufstieg der Christlichsozialen Partei (CSP) ins Wanken geraten. Der Deutschnationalismus war im Vereinswesen verankert, das als Bündel autonomer Interessenvereinigungen, Standesgruppen und ideologischen Richtungen keine Erfassung in eine übergreifende parteipolitische Organisation erfuhr. Dadurch brachte das deutschnationale Lager nie eine gefestigte Massenpartei hervor, wie das dem politischen Katholizismus mit der CSP und der Sozialdemokratie mit der Sozialdemokratischen Arbeiterpartei (SDAP) gelang. Gründe dafür lagen auch an den Konfliktfeldern Kapital/Arbeit und Stadt/Land, wodurch sich innerhalb des deutschnationalen Lagers drei unterschiedliche Milieus herausbildeten, aus denen eine eigenständige Deutsche Arbeiterpartei und eine eigene Deutsche Agrarpartei hervorgingen. Daneben existierten mehrere weitere deutschnationale Parteien, denen es trotz wiederholter Versuche nicht gelang, eine gemeinsame Einheitspartei zu formen.
Insgesamt bildeten die Vertreter des Deutschnationalismus zum Ende der Habsburgerherrschaft jedoch das stärkste Lager unter den deutschsprachigen Abgeordneten des Reichstages, die am 21. Oktober 1918 die Provisorische Nationalversammlung für Deutschösterreich konstituierten. Mit Franz Dinghofer stellten sie den Ersten Präsidenten der Nationalversammlung und hatten auch die Mehrheit im Staatsrat. Durch den Wegfall der deutschsprachigen Gebiete in den Ländern der böhmischen Krone verloren die Deutschnationalen allerdings ihre Hochburgen, was sich in einer deutlich geringeren Mandatszahl nach der Wahl zur Konstituierenden Nationalversammlung im Februar 1919 niederschlug: Die Wählerschaft des vormals stärksten Verbands im Reichsrat wurde in der jungen Republik hinter jenen von CSP und SDAP zum Dritten Lager degradiert. Um ein Absinken in die Bedeutungslosigkeit zu verhindern, war eine Einigung des zersplitterten Lagers notwendig. Dinghofer, nunmehr Dritter Präsident der Nationalversammlung, initiierte eine parlamentarische Arbeitsgemeinschaft von mehreren Gruppierungen und Mandataren ohne direkte Parteizugehörigkeit. Dieser „Großdeutsche Vereinigung“ genannte Zusammenschluss wurde zur Keimzelle der GDVP. In einem ersten Schritt vereinigten sich am 19. Oktober 1919 der Deutschnationale Verein für Österreich, der Alldeutsche Verein für die Ostmark von Josef Ursin und der Deutsche Volksbund von Leopold Waber zur Deutschen Nationalpartei. Am 7. und 8. August 1920 traten ihr auch die Nationaldemokratische Partei von August Wotawa, Hermann Kandl und Felix Frank sowie zahlreiche Regionalparteien bei. Am 8. August 1920 wurde auch die Reichsparteileitung der Großdeutschen Volkspartei konstituiert. Auf einem Parteitag von 5. bis 7. September 1920 erfolgte die offizielle Gründung der Großdeutschen Volkspartei, in der nun 17 deutschnationale Gruppierungen vereint waren.

### Die Partei in der Regierung
Die Großdeutsche Volkspartei umfasste vor der Nationalratswahl am 17. Oktober 1920 einen Gutteil der Deutschnationalen Bewegung. Für eine vollständige Einigung des deutschnationalen Lagers wäre noch der Beitritt der Deutschösterreichischen Bauernpartei sowie der Nationalsozialistischen Arbeiterpartei erforderlich gewesen, was jedoch nicht glückte. Bei der Wahl wurden 20 Mandate errungen. Einem Regierungsbeitritt verweigerte sich die Partei, aber sie unterstützte die am 20. November 1920 gebildete Minderheitsregierung Mayr II der Christlichsozialen, da diese dem großdeutschen Wunsch nach einer „Regierung der Experten“ entgegenkam, und acht parteilose Beamte in das Kabinett aufnahmen. Noch vor der Wahl hatte die Konstituierende Nationalversammlung am 1. Oktober 1920 einstimmig eine Entschließung verabschiedet, in der die Bundesregierung aufgefordert wurde, binnen sechs Monaten eine Volksabstimmung über den Anschluss Österreichs an Deutschland durchzuführen. Die Regierung Mayr II kam dem aus Rücksicht auf die außenpolitische Situation und die Notwendigkeit von Auslandskrediten nicht nach, weshalb die Landtage von Tirol und Salzburg – nach eifriger Agitation der regionalen GDVP-Anhänger – die Durchführung eigener Volksabstimmungen beschlossen. Bundeskanzler Michael Mayr beschwor die christlichsozialen und großdeutschen Abgeordneten, von der geplanten Abstimmung Abstand zu nehmen, um nicht die laufenden Kreditverhandlungen zu gefährden. Nachdem er damit keinen Erfolg hatte und auch in der Steiermark eine Abstimmung angesetzt worden war, trat er am 1. Juni 1921 zurück.
CSP und GDVP einigten sich auf die Fortführung der Regierungsgeschäfte durch ein Beamtenkabinett, in dem die beiden Partei mit je einem Repräsentanten vertreten sein sollten. In dieser Regierung Schober I wurde daher der Großdeutsche Leopold Waber Innenminister. Die Großdeutschen entrüsteten sich jedoch über den Vertrag von Venedig im Oktober 1921, der eine Volksabstimmung in Ödenburg vorsah, in deren Folge Ödenburg bei Ungarn verblieb. Erneut warfen sie Bundeskanzler Johann Schober Verrat an den Interessen der deutschsprachigen Bevölkerung vor, nachdem er im Dezember 1921 den Vertrag von Lana abgeschlossen hatte. Bei der parlamentarischen Behandlung des Vertrags von Lana im Jänner 1922 versagte die Partei Schober die Unterstützung und Waber trat als Innenminister zurück. Zwar wurde der Vertrag im Parlament mit den Stimmen der CSP und SDAP verabschiedet, doch Schober demissionierte angesichts der Widerstände bei den Großdeutschen, um sie zum Wiedereintritt in eine neue Regierung unter seiner Leitung zu bewegen. Die GDVP verblieb jedoch in der Opposition, zu groß war die Ablehnung Schobers in der Parteibasis. Während der zweiten Regierung Schober wurden intensive Kontakte zu den Christlichsozialen gepflegt, um einen Sturz Schobers zu betreiben und anschließend eine gemeinsame Regierung zu bilden. Die CSP wollte jedoch vorerst nicht auf Schober verzichten, weil die Entente die Gewährung von Krediten mit dem Verbleib Schobers in der Regierung junktimiert habe.
Im Mai 1922 kam es nach steigendem Druck auch von Seiten der Sozialdemokraten doch zum Regierungswechsel. Ignaz Seipel, der Obmann der CSP, einigte sich mit der GDVP auf ein Arbeitsprogramm und auf einem Parteitag in Graz stimmte eine große Mehrheit für den Eintritt in eine von Seipel geführte Koalitionsregierung. In dieser Regierung Seipel I stellten die Großdeutschen mit Felix Frank erstmals den Vizekanzler. Obwohl Seipel den Großdeutschen bei der Anschlusspropaganda weitgehende Freiheiten ließ, musste die Parteileitung im Oktober 1922 das Anschlussverbot als Bedingung der Genfer Protokolle akzeptieren, um die dringend benötigt Anleihe zu erhalten. Im Falle einer Ablehnung ging Parteiobmann Hermann Kandl von der Bildung einer Großen Koalition aus, in der CSP und SDAP gemeinsam den Genfer Protokollen zustimmen würden. Bei gleichem Endergebnis würde die GDVP dann jedoch im politischen Abseits stehen, somit sei es besser, die Sache unter eigener Mitarbeit und Kontrolle durchzuführen und den Einfluss in der Regierung zu erhalten. Eine weitere Bedingung der Protokolle war der Abbau von etwa 100.000 Beamten, was speziell die Klientel der Großdeutschen traf. Die Folge war eine Wahlniederlage bei der Nationalratswahl 1923 bei der sich der Mandatsstand der Partei halbierte. Obwohl Seipel der GDVP eine Fortsetzung der Koalition mit gleichbleibendem Stärkeverhältnis ermöglichte, kam es zu innerparteilichen Spannungen und Parteiobmann Kandl bot seinen Rücktritt an. In Wien spaltete sich der Verein der Deutschnationalen unter Karl Hermann Wolf ab und gründete vorübergehend seine eigene Deutschnationale Volkspartei, bevor man sich nach etwa einem Jahr wieder der GDVP anschloss.
Nach dem Rücktritt Seipels 1924 entschied sich die Parteileitung mit knapper Mehrheit zur Fortführung der Koalition unter dem christlichsozialen Bundeskanzler Rudolf Ramek mit Leopold Waber als Vizekanzler. Während dieser Zeit kam es zu einigen Bankenskandalen, in die Christlichsoziale und in geringerem Maße Großdeutsche verwickelt waren. Als die Beamten 1926 maßlose Gehaltsforderungen stellten und sie dabei von der GDVP unterstützt wurden, sah sich Ramek am 15. Oktober 1926 zum Rücktritt gezwungen.
In der GDVP standen sich erneut Vertreter eines Regierungskurses mit Fürsprechern der Oppositionsrolle gegenüber. Einige Landesorganisationen fürchteten, bei einem Verbleib in der Koalition würden die Belastungen durch die christlichsozialen Finanzskandale auf die eigene Partei durchschlagen. Zudem böten sich in der Opposition bessere Profilierungsmöglichkeiten. Parteiobmann Wotawa argumentierte, Seipel könne die korrupten Elemente in der CSP entfernen und unter seiner Kanzlerschaft eine bessere Koalitionsregierung gewährleisten. Die Wiener Landesorganisation, die im Roten Wien gemeinsam mit den Christlichsozialen in der Opposition saß, forderte, einen gemeinsamen antimarxistischen Block zu bilden, um die Ausbreitung der Wiener politischen Verhältnisse auf den Bund zu verhindern. Ähnlich argumentierte der Deutschnationale Verein Walter Riehls, der sich in Wahlgemeinschaft mit der GDVP befand. Nach intensiven Diskussionen setzten sich die Vertreter der Aufrechterhaltung eines Bürgerblocks durch, es kam zum Eintritt in eine neue Bundesregierung unter Bundeskanzler Seipel. Dieser löste die Thematik der Beamtengehälter im November 1926 mit einem wirkungsvollen Appell an die staatspolitische Verantwortung der Großdeutschen Volkspartei, den Ausgleich über alle Teile der Bevölkerung zu suchen und nicht das Budget des Staates im Interesse eines einzelnen Standes zu belasten.
Mit der bösen Erinnerung an die Wahlniederlage von 1923 im Hinterkopf begrüßte die GDVP die Bildung eines Wahlbündnisses mit der CSP und kleineren antimarxistischen Gruppierungen für die Nationalratswahl am 24. April 1927. Diese Einheitsliste garantierte das parlamentarische Überleben der Partei, durch den Eintritt des Landbundes in die Regierung verringerte sich jedoch ihr Einfluss. Trotz des gemeinsamen ideologischen Hintergrundes ergaben sich regierungsinterne Spannungen: Während sich die Großdeutschen als Staatspartei begriffen, sah sich der Landbund vor allem als agrarische Interessenpartei. Um für kommende Wahlen auf eine breitere Wählerbasis zurückgreifen zu können, wurde die Bildung einer nationalen Einheitsfront angedacht und 1928 mit der nationalsozialistischen Schulz-Gruppe ein Abkommen zur künftigen gemeinsamen Kandidatur bei Wahrung der jeweiligen parteilichen Selbständigkeit vereinbart.
In Teilen der Partei herrschte Unmut über gewisse Positionen des großdeutschen Spitzenpolitikers Franz Dinghofer, der am 20. Oktober 1926 Waber als Vizekanzler abgelöst hatte und seit 31. August 1927 Justizminister war. So kritisierten einige Parteimitglieder Dinghofers unbedingtes Festhalten an der Koalition und warfen ihm seine Haltung zur Schuldfrage der tödlichen Schießerei in Schattendorf vor, wo er sich gegen die Frontkämpfer und somit gegen die Parteilinie ausgesprochen hatte. Im Sommer 1928 zwang ihn der großdeutsche Abgeordnetenklub im Zuge der Affäre Béla Kun zur Demission.
Auch in der Beziehung zum christlichsozialen Koalitionspartner entstanden zunehmend Spannungen. Man fühlte sich in der Frage der Wahl von Wilhelm Miklas zum Bundespräsidenten übergangen, ebenso bei der für die eigene Wählerschaft bedeutenden Frage der Beamtenbesoldung. Dazu war ein wachsender christlichsozialer Einfluss im staatlichen Verwaltungsapparat zu beobachten. Der Ruf nach Auflösung der Koalition wurde vor allem in den Landesorganisationen zunehmend lauter. Dagegen setzte sich der Parlamentsklub durch und nach dem Rücktritt Seipels wurde die Bundesregierung Streeruwitz mit großdeutscher Beteiligung gebildet. Bundeskanzler Ernst Streeruwitz musste bereits im September 1929 aufgrund von heftigen Widerständen der Heimwehren und des Landbundes zurücktreten. Als Nachfolger unterstützen die Großdeutschen wieder Schober, der mittlerweile nicht mehr als Feindbild angesehen wurde und den die Partei schon 1928 als Präsidentschaftskandidaten gegen Miklas ins Spiel gebracht hatte. Zudem bot ein parteiloser Bundeskanzler die Möglichkeit, sich etwas aus der Umklammerung der Christlichsozialen zu lösen. Da auch der Landbund und der rechte Flügel der Christlichsozialen für Schober plädierten, und da auch Schober selbst hinter den Kulissen maßgeblichen Gruppen im Falle einer Wahl Zugeständnisse versprochen hatte, wurde noch im September 1929 die Bundesregierung Schober III gebildet. Die zahlreichen Versprechungen ließen sich jedoch nicht einhalten, speziell die Heimwehren fühlten sich von Schober hintergangen und erklärten im Mai 1930 mit dem Korneuburger Eid ihre Ablehnung von Parlamentarismus und Parteienstaat. Unter den Großdeutschen, die in manchen Regionen großen Einfluss auf die Heimwehren ausübten, entstand die Befürchtung einer eigenen Heimwehr-Partei als politische Konkurrenz von rechts. Daher forderte Hans Schürff eine Erklärung der Partei, dass sie weiterhin Förderer und Kampfgenosse der Heimwehr bleibe.
Im September 1930 stürzten die Christlichsozialen die Regierung Schober, da sie die Entstehung eines breiten deutschnationalen Bündnisses mit GDVP, Landbund, Nationalsozialisten und Teilen der Heimwehr unter der Führung Schobers befürchteten, das bei der turnusmäßigen Nationalratswahl 1932 zu Verlusten der CSP führen würde. Die darauf folgende CSP-Minderheitsregierung Vaugoin beschloss vorgezogene Neuwahlen am 9. November 1930. Zur Wahl trat die Heimwehr tatsächlich mit dem Heimatblock als eigener Partei an. Die Großdeutschen, der Landbund und kleinere antimarxistische Gruppierungen traten gemeinsam unter der Führung von Schober im Wahlbündnis Nationaler Wirtschaftsblock und Landbund an und erreichten 19 Mandate. Von diesen fielen zehn an die Großdeutschen, die jedoch eines davon dem offiziell parteilosen Johann Schober überlassen mussten sowie eines dem Vizepräsidenten der Wiener Handelskammer Josef Vinzl, der maßgeblich zur Bildung des Nationalen Wirtschaftsblocks beigetragen hatte. Unter der Leitung Schobers traten die Großdeutschen in die Bundesregierung Ender ein. Schober war überzeugt davon, dass die Überlebensfähigkeit Österreichs von der Einbindung in einen größeren Wirtschaftsraum abhängig war. Durch die beginnende Weltwirtschaftskrise in dieser Ansicht bestärkt, wollte er eine engere wirtschaftliche Kooperation mit Deutschland eingehen, und damit den noch nicht zugelassenen staatlich-administrativen Anschluss vorbereiten. Das Scheitern dieser deutsch-österreichischen Zollunion verursachte in der Koalition bald Turbulenzen. Beim Zusammenbruch der Credit-Anstalt und der Frage ihrer Sanierung traten die innerkoalitionären Gegensätze offen zutage. Aufgrund übernommener Staatshaftungen musste die Regierung massive Einsparungen vornehmen, die besonders die Beamten als Kernwählerschicht der GDVP trafen. Die Versuche der Partei, zugunsten der Beamten einen höheren Beitrag von Industrie, Landwirtschaft sowie Landes- und Gemeindebediensteten zu erwirken, scheiterten. Nachdem der Ministerrat bei einer krankheitsbedingten Abwesenheit von GDVP-Justizminister Schürff eine Besoldungssteuer für Bundesbeamte verabschiedete, fühlte man sich brüskiert und beschloss, Schürff aus der Regierung abzuziehen. Die Regierung Ender zerbrach schließlich im Juni 1931 an der Weigerung des Landbunds, den Bundeshaftungen für die Credit-Anstalt zuzustimmen. In der nächsten Regierung (Buresch I) stimmten die Großdeutschen gegen die Stimmung in der Parteibasis aus Staatsräson, und um nicht für das Scheitern der Regierung verantwortlich gemacht zu werden, einer fünfprozentigen Kürzung der Beamtengehälter zu. Doch im November 1931 war der Druck aus der Basis, angefeuert von der Agitation der Nationalsozialisten, so hoch, dass der Abgeordnetenklub und die Parteileitung ein Aussteigen aus der Regierung beschlossen, sobald dafür eine „geeignete Form“ gefunden werde. In einer außenpolitischen Resolution wurde der Schwenk angedeutet: Die Zollunion sei durch Frankreich vereitelt worden und nun würden „Franzosenfreunde“ im Land versuchen, eine Änderung der Außenpolitik im Sinne Frankreichs und eine Restauration der Habsburger über den Weg einer Donaukonföderation herbeizuführen. Solche „undeutsche Politik“ würde den „völligen Untergang des wertvollen deutschösterreichischen Stammes in völkischer und wirtschaftlicher Beziehung“ bedeuten. Nachdem bei einem außerordentlichen Parteitag im Dezember 1931 der Ausstieg bereits angedroht wurde, schieden die Großdeutschen am 27. Jänner 1932 tatsächlich aus der Regierung, die daraufhin demissionierte.

### Opposition und Ende
Bei den Landtagswahlen am 24. April 1932 in Wien, Niederösterreich und Salzburg sowie am 6. November 1932 in Vorarlberg verloren die Großdeutschen fast ihre gesamte Wählerschaft und versanken in der politischen Bedeutungslosigkeit. Der Gang in die Opposition und die Agitation gegen die Lausanner Anleihe konnten nicht verhindern, dass ehemalige GDVP-Wähler weitgehend zur NSDAP wechselten. Der NSDAP gelang es mit radikaler Rhetorik und dem Appell an das „nationale Ehrgefühl“, die unterschiedlichen deutschnationalen Interessengruppen zu vereinen. Die Wahlniederlagen ließen Zweifel an der Richtigkeit des Regierungsaustritts laut werden und die Frage des Wiedereintritts in eine Regierung wurde zur Diskussion gestellt. Eine Einladung zur Regierungsbeteiligung unter Engelbert Dollfuß scheiterte jedoch am großdeutschen Forderungskatalog mit im außenpolitischen Bereich unerfüllbaren Forderungen. Die Lausanner Anleihe wurde zur Schicksalsfrage hochstilisiert, die Annahme der mit ihr verknüpften Bedingungen zum Verrat an der „bedingungslosen Schicksalsgemeinschaft mit den Volksgenossen im Deutschen Reich“ erklärt. Parteiintern war die Ablehnung nicht so einhellig wie nach außen dargestellt, jedoch drohten einige prominente Abgeordneten der Partei mit ihrem Austritt aus dem Parlamentsklub, falls doch ein Eintritt in die Regierung beschlossen würde. Daher blieb man in der Opposition, doch traten deutliche Bruchlinien in der Partei zutage. Wirtschaftsvertreter bemängelten die reine Ablehnung der Anleihe, ohne Alternativen anzubieten. Sie erinnerten an das staatspolitisch verantwortliche Handeln bei der ebenfalls ungeliebten Genfer Anleihe von 1922.
Ab Sommer 1932 wurden angesichts des Abbröckelns der Landesorganisationen und der finanziellen Engpässe existenzielle Fragen laut. Unter der Führung des Wiener Landesparteiobmanns Emil van Tongel traten sieben Mitglieder der Wiener und niederösterreichischen Landesparteileitungen zur NSDAP über. Durch eine Reorganisation und Zentralisierung der föderalistischen Strukturen wollte sich die GDVP nun als nationale Sammelbewegung gegenüber der NSDAP behaupten, wagte jedoch keine Versammlungsoffensive, da massive Störaktionen der Nationalsozialisten erwartet wurden. Durch eine enge Verbindung mit der Deutschnationalen Volkspartei, von der man finanzielle Förderungen erhielt, wollte man dem Ruin entkommen. Doch bereits Anfang 1933 war klar, dass auf Unterstützung aus Deutschland nicht mehr zu hoffen war. Die steirische und die oberösterreichische Landesorganisation drängten auf eine Verständigung mit der NSDAP, um im Rahmen einer neuen nationalen Front politisch zu überleben. Angesichts der scheinbar zukunftsträchtigen Vereinigung von Steirischem Heimatschutz, NSDAP, Kärntner Heimwehr und Bund Oberland im April 1933 zur Großdeutschen Front nahm die Parteiführung mit dieser Verhandlungen auf. Am 15. Mai wurde als Ergebnis der Verhandlungen der Zusammenschluss in der Nationalen Kampffront verkündet. Das bedeutete de facto die Selbstaufgabe der Partei, die in dem Abkommen auf die Erhaltung einer selbständigen Organisationsform verzichtete und den Übertritt ihrer Mitglieder zur NSDAP billigte. Auch sollten von der GDVP besetzte politische Funktionen im Sinne der Kampffront verwertet werden dürfen, öffentliche Versammlungen der Partei nur mehr im Rahmen der Kampffront durchgeführt werden. Als politisches Ziel wurden Neuwahlen, der Sieg der Nationalen Kampffront und die Realisierung des Anschlusses angestrebt. Trotz der formalen Selbständigkeit der GDVP in dem Bündnis, wurde die Partei faktisch zu einer Nebenstelle der NSDAP. Als die NSDAP kurz darauf, am 19. Juni 1933 verboten wurde, schöpfte die GDVP Hoffnung, nun als Mittler zwischen der illegalen NSDAP und der Regierung Dollfuß fungieren zu können und so als ausgleichendes Element einen Regierungsbeitritt der Nationalen Kampffront zu erreichen. Entsprechende Verhandlungen verliefen im Sand, nachdem Dollfuß in Benito Mussolini einen mächtigen Verbündeten gefunden hatte.
Im Herbst 1933 mussten die Großdeutschen jede Hoffnung auf eine Regierungsbeteiligung fahren lassen. Ende März 1934 sah die Parteileitung ein, dass die Partei im kommenden ständestaatlichen Österreich keine Rolle mehr zu spielen hatte. Zum letzten Mal trat die Partei bei der Sitzung des Rumpfparlaments am 30. April 1934 in die Öffentlichkeit, als der autoritären neuen Verfassung durch einen parlamentarischen Akt ein Anstrich von Legalität verpasst werden sollte. Die wenigen anwesenden großdeutschen Abgeordneten versagten jedoch ihre Zustimmung. Im selben Monat wurde die Gründung von unpolitischen Vereinen als Ersatzorganisationen der Partei beschlossen, um nach Inkrafttreten der neuen Verfassung die Grundstrukturen der Partei zu bewahren. In den Bundesländern wurden Volksvereine oder Volksbünde gegründet, die noch bis 1936 fortbestanden, mit der Ausnahme von Kärnten, wo sich die Landesorganisation am 30. Dezember 1934 offiziell auflöste. 1936 wurde wegen des Verdachts der Generaldirektion für die öffentliche Sicherheit, dass die Vereine lediglich getarnte Parteiorganisationen der großdeutschen Volkspartei seien, von der Regierung ihre Umbenennung und Satzungsänderung verfügt. In der Folge lösten sich die meisten dieser Verein auf, die ohnehin fast nur mehr auf dem Papier existierten. Die meisten ihrer Funktionäre hatten sich bereits 1934 zurückgezogen oder waren wie die ehemalige Wählerschaft zur NSDAP gewechselt.

## Mitglieder und Wähler
Als Folge des uneinheitlichen Milieus und der Fragmentierung des deutschnationalen Lagers gelang der GDVP nie eine Massenmobilisierung. Die Träger der Ideologie waren im urbanen und semiurbanen Bereich beheimatete Vertreter eines antiklerikalen Bürgertums. Dabei dominierten Beamte, Lehrer, Gewerbetreibende und Freiberufler gegenüber Angestellten, Handlungsgehilfen und Arbeitern. Speziell in den Landeshauptstädten ergab sich aufgrund des dort bestehenden nationalen Vereinswesens eine Verdichtung des deutschnationalen Milieus; Turnvereine, Sängerbünde, Burschenschaften und Alpenvereine waren wichtige sekundäre Sozialisationsinstanzen.
Der Organisationsgrad der Großdeutschen Volkspartei ist nicht genau quantifizierbar, was unter anderem damit zusammenhängt, dass die Partei auf Bundes- und Landesebene bei der Hälfte der Wahlgänge in Wahlbündnissen antrat. Auf Bundesebene trat die GDVP lediglich 1920 und 1923 eigenständig an. Die GDVP war eine Honoratiorenpartei und lag im Organisationsgrad zwischen Wähler- und Mitgliederpartei. Ihr Mitgliederstand war über die Zeit starken Schwankungen unterworfen. Die regionalen Schwerpunkte lagen in Wien, Niederösterreich, Oberösterreich und der Steiermark, in den anderen Bundesländern wies die Partei einen nur geringen Organisationsgrad auf. Rund 45 Prozent aller Parteimitglieder lebten in Wien oder Niederösterreich.
Um ihre Wählerschaft zu sichern und zu mobilisieren, wurde die Parteiarbeit professionalisiert und eigene Informationskanäle geschaffen. Im Jahr 1921 beschäftigte die Partei 30 Parteiangestellte, was etwa einem Fünftel des sozialdemokratischen Parteiapparats entsprach. Ab 1924 existierte eine eigene Parteischule für den politischen Nachwuchs. Mit mehreren Zeitungen wurde von den als „verjudet“ angesehenen internationalen Nachrichtendiensten unabhängig Öffentlichkeitsarbeit betrieben, so etwa mit der Deutschösterreichischen Tages-Zeitung, den Wiener Neuesten Nachrichten, der Deutschen Zeit und dem Pressemitteilungsdienst als offizielle Parteiorgane sowie acht weiteren parteinahen Tages- bzw. Wochenzeitungen.
Bei den Mandataren und in der Parteiführung dominierten Lehrer, Beamte und Wirtschaftstreibende, wobei diese meist auch Mitglieder deutschnationaler Korporationen waren – so kamen alle 14 von der Partei gestellten Minister aus solchen Organisationen. Unter der Parteiobmannschaft des Mittelschulprofessors August Wotawa nahm der Einfluss der Lehrerschaft in der Partei zu, so dass Lehrer 1930 bereits 50 Prozent der großdeutschen Abgeordneten stellten. Die Altersstruktur der Funktionseliten wies auf eine deutliche Überalterung der Partei hin: Der Altersschnitt ihrer Funktionäre lag 1930/31 bei 54 Jahren. Im Kampf um die Jugend war die Partei damit der NSDAP hoffnungslos unterlegen, deren Altersschnitt damals 36 Jahre betrug.

## Parteiobmänner
- 1920–1924: Hermann Kandl
- 1924–1930: August Wotawa
- 1930–1931: Hans Schürff
- 1931–1934: Hermann Foppa

## Belege
1. 1 2 3  Christian Klösch: Zerrieben zwischen Nationalsozialismus und Austrofaschismus: Landbund und Großdeutsche Volkspartei und das Ende der deutschnationalen Mittelparteien am Beispiel von Franz Winkler und Viktor Mittermann. In: Florian Wenninger, Lucile Dreidemy (Hrsg.): Das Dollfuß/Schuschnigg-Regime 1933–1938. Vermessung eines Forschungsfeldes. Böhlau, Wien/Köln/Weimar 2013, ISBN 978-3-205-78770-9, S. 87–104, hier S. 91.
2. ↑  Franz Schausberger: Deutschnational waren sie irgendwie alle – Die Rolle der österreichischen Parteien vor dem „Anschluss“ 1938. In: wienerzeitung.at. 7. März 2018, abgerufen am 3. Dezember 2020.
3. ↑  Die Gründung der Großdeutschen Volkspartei. In: Neues Wiener Tagblatt, 9. August 1920, S. 4 (online bei ANNO).
4. ↑  Christian Klösch: Zerrieben zwischen Nationalsozialismus und Austrofaschismus: Landbund und Großdeutsche Volkspartei und das Ende der deutschnationalen Mittelparteien am Beispiel von Franz Winkler und Viktor Mittermann. In: Florian Wenninger, Lucile Dreidemy (Hrsg.): Das Dollfuß/Schuschnigg-Regime 1933–1938. Vermessung eines Forschungsfeldes. Böhlau, Wien/Köln/Weimar 2013, ISBN 978-3-205-78770-9, S. 87–104, hier S. 91f.
5. ↑  Robert Kriechbaumer: Die großen Erzählungen der Politik: Politische Kultur und Parteien in Österreich von der Jahrhundertwende bis 1945. Böhlau-Verlag Graz–Wien–Köln, 2001, ISBN 3-205-99400-0 (Die Großdeutsche Volkspartei in der Google-Buchsuche).
6. ↑  Paul Weis: Die Großdeutsche Volkspartei – zwischen Mitglieder- und Wählerpartei. In: zeitgeschichte. 23. Jahrgang, Heft 5, Mai/Juni 1996, S. 161–180, hier S. 178, Digitalisat auf ANNO.